# Петко Кунин
Петко Георгиев Кунин е български финансист и политик от Българската комунистическа партия.
Участник в комунистическото партизанско движение по време на Втората световна война, политкомисар на XI плевенска въстаническа оперативна зона на т. нар. Народоосвободителна въстаническа армия (НОВА). Член на Политбюро на ЦК на БКП.

## Биография
Роден е на 12 юли 1900 година в с. Михалци. Завършва право в Париж. Работи като юрисконсулт в Дирекцията за стопански грижи и юрисконсулт на Министерството на финансите до 1923 година. В периода 1923 – 1933 година е администратор и директор в Българската народна банка. Между 1933 и 1936 година е и неин подуправител.
Участва в комунистическото движение по време на Втората световна война. Политкомисар е на Единадесета Плевенска въстаническа оперативна зона. Участва многократно в бойни акции. В деня след Деветосептемврийския преврат от 1944 година провежда митинг в село Драгана, на който са „осъдени“ на смърт и убити няколко души.
Известен пропагандатор на съветската колхозна система и колективизацията, на 5 ноември 1944 година Кунин оглавява новосъздадения отдел „Стопански“ при ЦК на БКП, оставайки на този пост до 1946 година. В периода 1945 – 1948 година е член на Политбюро на ЦК на БКП. Приемането на Кунин в Политбюро предизвиква остри критики от Антон Югов и Цола Драгойчева, като той временно е понижен до кандидат-член до изясняването на обстоятелствата. Секретар на ЦК на БКП (1946 – 1947). Министър на индустрията и занаятите (1947 – 1949). Министър на финансите (1949).
През есента на 1949 година е отстранен от постовете си и е изключен от БКП за „вражеска, антипартийна и антисъветска дейност“, през май 1951 година получава тежка присъда, обвинен в „съучастничество“ с Трайчо Костов. От 1962 до смъртта на 25 декември 1978 г. отново е член на ЦК на БКП. 
Получава званието „Герой на социалистическия труд“ и орден „Георги Димитров“.